# Pitadava notata
Pitadava notata är en insektsart som beskrevs av Irena Dworakowska 1995. Pitadava notata ingår i släktet Pitadava och familjen dvärgstritar. Inga underarter finns listade i Catalogue of Life.